# Kościół św. Leonarda Opata w Mykanowie
Kościół Świętego Leonarda Opata – rzymskokatolicki kościół parafialny należący do parafii pod tym samym wezwaniem (dekanat Mstów archidiecezji częstochowskiej).
Budowa świątyni została rozpoczęta w 1836 roku. Dzięki wielkiemu wysiłkowi wszystkich parafian udało się ją ukończyć jeszcze w tym samym roku i wtedy kościół został poświęcony (aktu tego dokonał ksiądz Andrzej Muzolfa, sędzia konsystorza piotrkowskiego). Stopniowo wykańczana i wyposażana budowla przygotowana została przez księdza Marcina Włostowskiego do konsekracji, której dokonał w dniu 7 czerwca 1903 roku biskup Stanisław Zdzitowiecki. Wtedy to kościół otrzymał wezwanie św. Leonarda Opata.
Podczas działań I wojny światowej budowla została znacznie zniszczona, uszkodzone zostały m.in. ściany, sklepienia i polichromia. Szkody te były stopniowo naprawiane w dwudziestoleciu międzywojennym, zwłaszcza dzięki staraniom księdza Wincentego Olejnika. Ks. Stanisław Patora poddał świątynię dość gruntownemu remontowi. W latach 1957–1959 kościół otrzymał nową polichromię „al fresco” autorstwa artystek Joanny Pol i Barbary Pawłowskiej. Dzięki staraniom księdza Marcina Bachorskiego została wymieniona blacha na świątyni, zakrystii i dzwonnicy (1994 rok), w świątyni i zakrystii okna z drewnianych na metalowe (1995 rok) oraz rozety na frontonie i okna nad wejściem do świątyni (1996 rok), zostało zamontowane oświetlenie wokół kościoła (1997 rok) i powstała nowa elewacja.
Jednonawowy kościół został zbudowany na planie prostokąta, natomiast jego prezbiterium jest zwrócone w kierunku wschodnim. Fasada i tylna elewacja zostały zamknięte niewyodrębnionymi szczytami, z fryzem arkadowym pod gzymsem wieńczącym, natomiast szczyt fasady jest zwieńczony płaską wieżyczką z ostrołukowym prześwitem na sygnaturkę. Wnętrze świątyni, reprezentujące także styl neogotycki, pochodzi z XIX i XX wieku. Bardzo ciekawe są ołtarze, polichromia oraz – w wyposażeniu – ornat z XV wieku z późnogotyckim haftem figuralnym.